# Blind Blake
Blind Blake (születési név: Arthur Blake) (Newport News, Virginia, 1896 – Milwaukee, Wisconsin, 1934. december 1.) afro-amerikai blues/ragtime énekes és gitáros.
1926-1932 között a Paramount Records mintegy 80 számot rögzített vele. A korszak és a műfaj egyik legképzettebb gitárosa volt. Különleges jellemzője a ragtime zongora-szerű hangzás és játékstílus.

## Élete, munkássága
Életéről keveset tudunk. Születési helye a Paramount Records szerint Jacksonville, Florida állam. Az egyik felvételen geechee dialektusban szólal meg, ez alapján egyesek azt feltételezik, hogy Georgia állam partvidékéről származik. Halálának körülményei ismeretlenek. Blind Blake sok felvétele Arthur Blake néven készült. Egy felvételen (Papa Charlie and Blind Blake Talk About It) Papa Charlie Jackson és közte ez a párbeszéd hangzik el: „Jackson:  Mi az igazi neved? – Blake: Az igazi nevem Arthur Blake!” Csak egyetlen fénykép maradt fenn róla.
1926-ban készültek vele az első hangfelvételek, gramofonnal. A lemez elég jól fogyott. Első önálló kislemezén az Early Morning Blues és a West Coast Blues volt hallható. Mindkettő kiváló példája a ragtime-szerű játékának, amiből a Piedmont-blues kialakult.
Blake utolsó felvétele 1932-ben készült, amikor a Paramount lemezcég csődbe ment. Stefan Grossman és Gayle Dean Wardlow szerint lehetséges, hogy az utolsó felvétel egyik oldalán nem ő játszik. A Champagne Charlie Is My Name című szám hangzása nem olyan, mintha Blake adná elő. Állítólag utolsó éveiben keményen ivott, ez hozzájárulhatott korai halálához, amikor még csak 30 éves volt. Halálának körülményei tisztázatlanok. Gary Davis tiszteletes egy interjúban azt mondta, hogy Blake-et egy villamos ütötte el.
Az „Arthur Blake” névre kiállított halotti bizonyítvány (Milwaukee County Courthouse, John La Fave, Register of Deeds, 901 N. 9th St., Milwaukee, Wisconsin) szerint a halál oka: TBC. Arthur Blake jelöletlen sírja az Evergreen Cemetery-ben van (ma: Glen Oaks Cemetary, #72, Range #115).
Bonyolult gitárpengetési technikája ösztönzőleg hatott Reverend Gary Davis, Jorma Kaukonen, Ry Cooder, Ralph McTell, Leon Redbone és más előadókra. Francis Cabrel francia énekes-dalszerző 1999-es Hors-Saison albumán a Cent Ans de Plus című dalban róla énekel.

## Azonos nevű személyek
- Eddie Lang fehér dzsessz-gitáros, amikor néhány afro-amerikai együttes lemezfelvételén játszott, „Blind Blake” néven szerepelt. Lonnie Johnson felvételein „Blind Willy Dunn” néven említik.
- Blake Alphonso Higgs az egyik legnépszerűbb énekes volt a Bahamákon az 1950-es években. Ő vezette a Royal Victoria Hotel házi zenekarát. Lemezei turisták révén bekerültek az Egyesült Államokba. Több száma népzenei vagy dzsessz-sztenderddé vált.